# Sippie Wallace

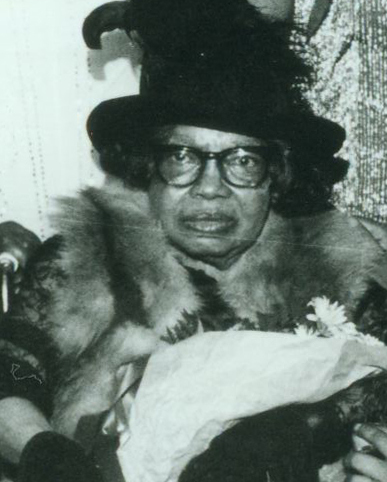
Sippie Wallace, 1980

Sippie Wallace (* 1. November 1898 in Houston, Texas; † 1. November 1986), eigentlich Beulah Thomas, war eine US-amerikanische Blues-Sängerin und Pianistin.

## Leben
Sippie Wallace wurde in eine musikalische Familie hineingeboren; ihre Brüder waren George W. Thomas, ein Pianist, Bandleader und Komponist, und Hersal Thomas, ihre Nichte war Hociel Thomas, die Tochter von George. In jungen Jahren sang Wallace in der Kirche und spielte die Orgel. Später trat sie in Zeltshows auf.
1915 zog sie nach New Orleans und heiratete. 1923 zog sie nach Chicago, wo sie ihre ersten Aufnahmen als Sippie Wallace, die Texanische Nachtigall (The Texas Nightingale), machte. In den 1920ern war sie eine der populärsten Bluessängerinnen. Zwischen 1923 und 1927 nahm sie über 40 Titel auf, größtenteils von ihr selbst und ihren Brüdern geschrieben. Sie trat mit Musikern wie Louis Armstrong, Clarence Williams und King Oliver auf.
In den 1930ern zog sie sich aus dem Musikgeschäft zurück und trat nur noch in Kirchen in Detroit auf. In den 1940ern machte sie neue Aufnahmen. 1966 brachte sie im Zuge des Blues-Revivals das Album Sippie Wallace Sings the Blues heraus und ging wieder auf Tour. Bonnie Raitt, damals Studentin, war so beeindruckt von dem Album, dass sie Wallace aufsuchte; die beiden wurden Freundinnen und nahmen 1981 zusammen das Album Sippie auf, das 1983 für einen Grammy nominiert wurde und 1984 einen Handy Award gewann.
Sippie Wallace trat bis in die 1980er hinein auf. Sie wurde in Deutschland u. a. durch ihre Zusammenarbeit mit dem Boogie Woogie-Pianisten Axel Zwingenberger bekannt. Zwingenberger widmete ihr seine Komposition Blues for Sippie Wallace. Des Weiteren trat sie u. a. mit der Barrelhouse Jazzband in Deutschland auf.
Sie starb an ihrem Geburtstag am 1. November 1986.
1993 wurde sie in die Michigan Women’s Hall of Fame aufgenommen, 2003 in die Blues Hall of Fame.

## Diskographie (Auswahl)
- (mit C. Williams) Caldonia Blues Okeh, 1924
- Special Delivery Blues, Okeh, 1926
- The Flood Blues, Okeh, 1927
- I’m a Mighty Tight Woman, Victor, 1929
- Bedroom Blues, Mercury, 1945.
- (mit L. B. Montgomery and R. Sykes) Sippie Wallace Sings the Blues, Storyville, 1966
- Sippie, Atlantic, 1982
- Axel Zwingenberger & The Friends of Boogie Woogie Vol. 1: Sippie Wallace Vagabond, 1983
- Axel Zwingenberger & The Friends of Boogie Woogie Vol. 3: An Evening with Sippie Wallace Vagabond, 1986
- Complete Recorded Works, Vol. 1 (1923–1925) Document Records 1995
- Complete Recorded Works, Vol. 2 (1925–1945) Document Records 1995